# Febvin-Palfart
Febvin-Palfart ist eine französische Gemeinde mit 612 Einwohnern (Stand: 1. Januar 2022) im Département Pas-de-Calais in der Region Hauts-de-France. Sie gehört zum Arrondissement Saint-Omer und zum Kanton Fruges. Die Einwohner werden Febvinois genannt.

## Geographie
Die Gemeinde Febvin-Palfart liegt im Artois am Rand des Nordfranzösischen Kohlereviers, etwa 25 Kilometer südlich von Saint-Omer und etwa 15 Kilometer westlich von Béthune. Umgeben wird Febvin-Palfart von den Nachbargemeinden Fléchin im Nordwesten und Norden, Ligny-lès-Aire im Norden, Westrehem und Fontaine-lès-Hermans im Osten, Fiefs im Südosten und Süden, Fontaine-lès-Boulans im Süden und Südwesten, Prédefin im Südwesten sowie Laires im Westen.

## Einwohnerentwicklung
| Jahr                       | 1962 | 1968 | 1975 | 1982 | 1990 | 1999 | 2006 | 2013 | 2022 |
| -------------------------- | ---- | ---- | ---- | ---- | ---- | ---- | ---- | ---- | ---- |
| Einwohner                  | 703  | 653  | 612  | 552  | 512  | 497  | 496  | 574  | 612  |
| Quellen: Cassini und INSEE |      |      |      |      |      |      |      |      |      |

## Sehenswürdigkeiten
- Kirche Sainte-Berthe aus dem 15. Jahrhundert
- Kirche der Unbefleckten Empfängnis im Ortsteil Livossart
- Kapelle Saint-Pierre im Ortsteil Pippemont

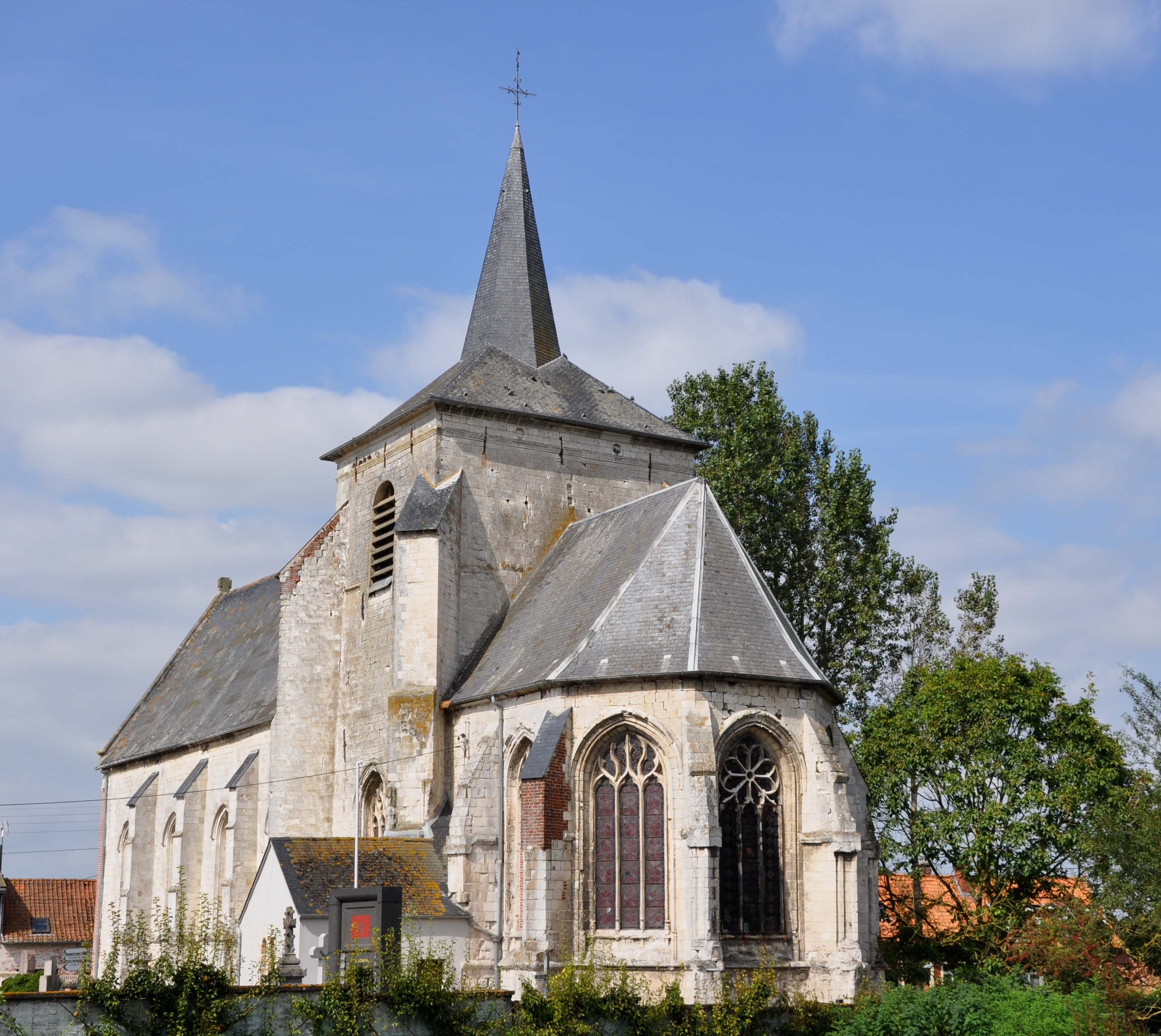
Kirche Sainte-Berthe
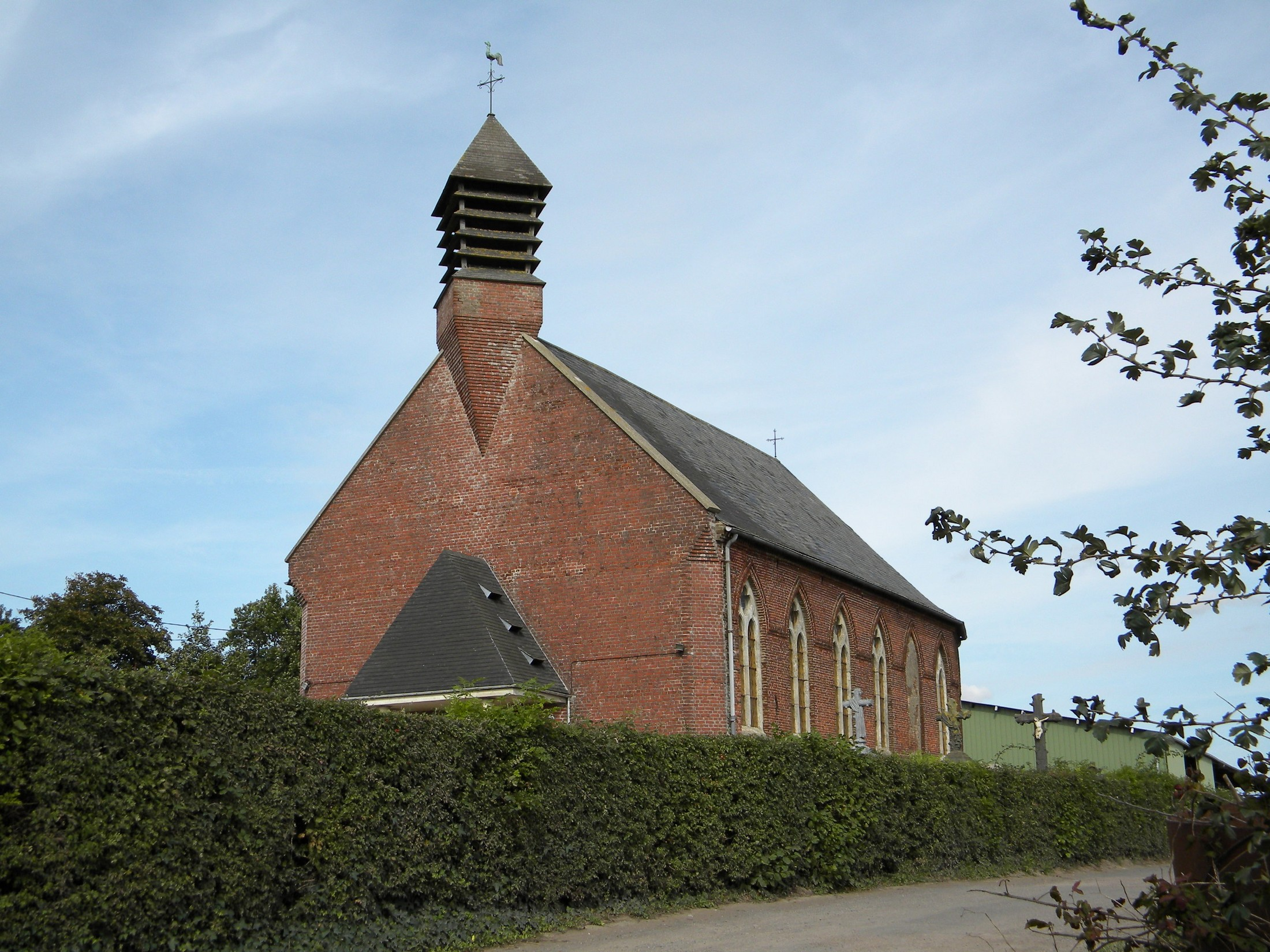
Kirche der Unbefleckten Empfängnis
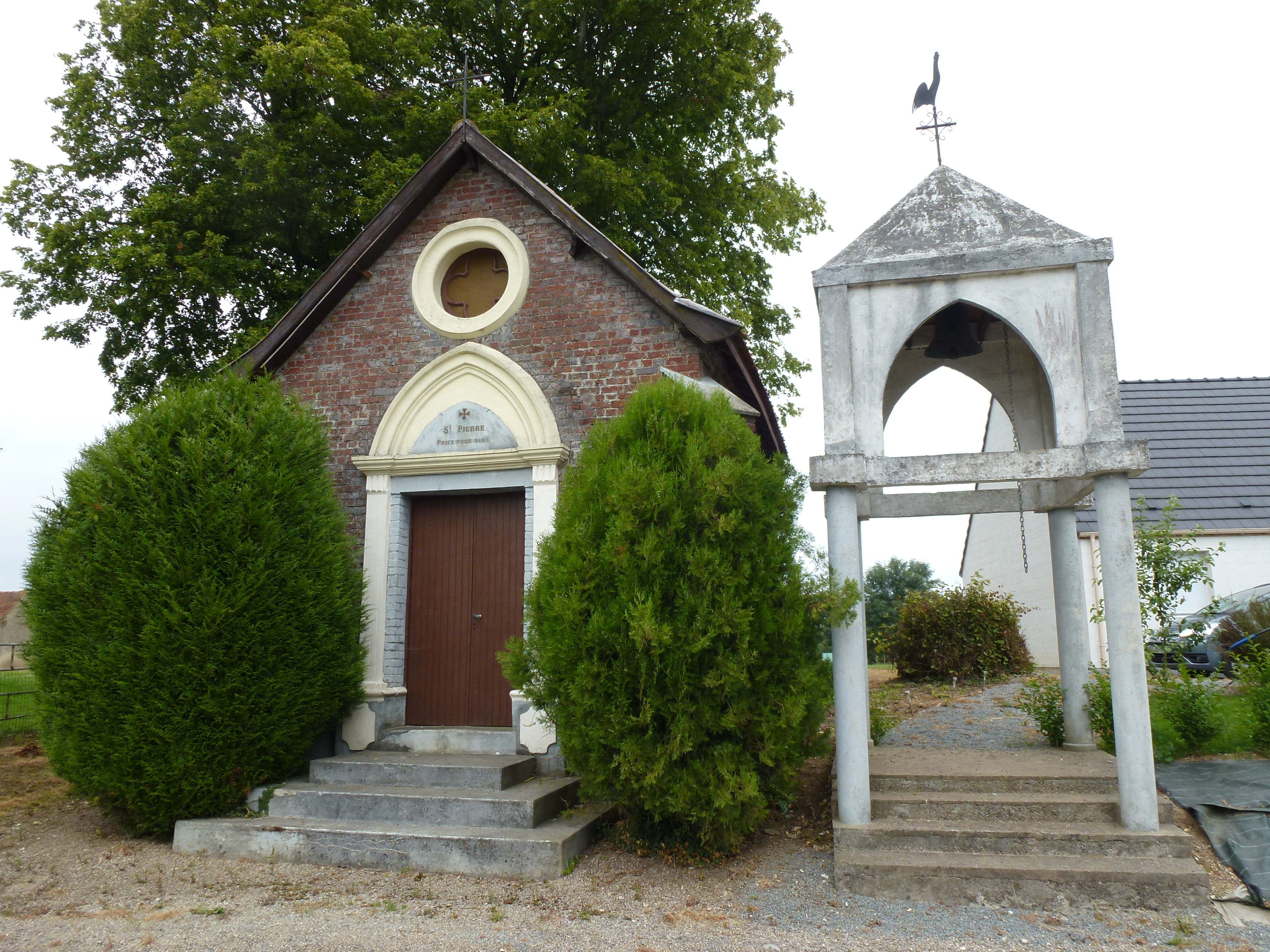
Kapelle Saint-Pierre
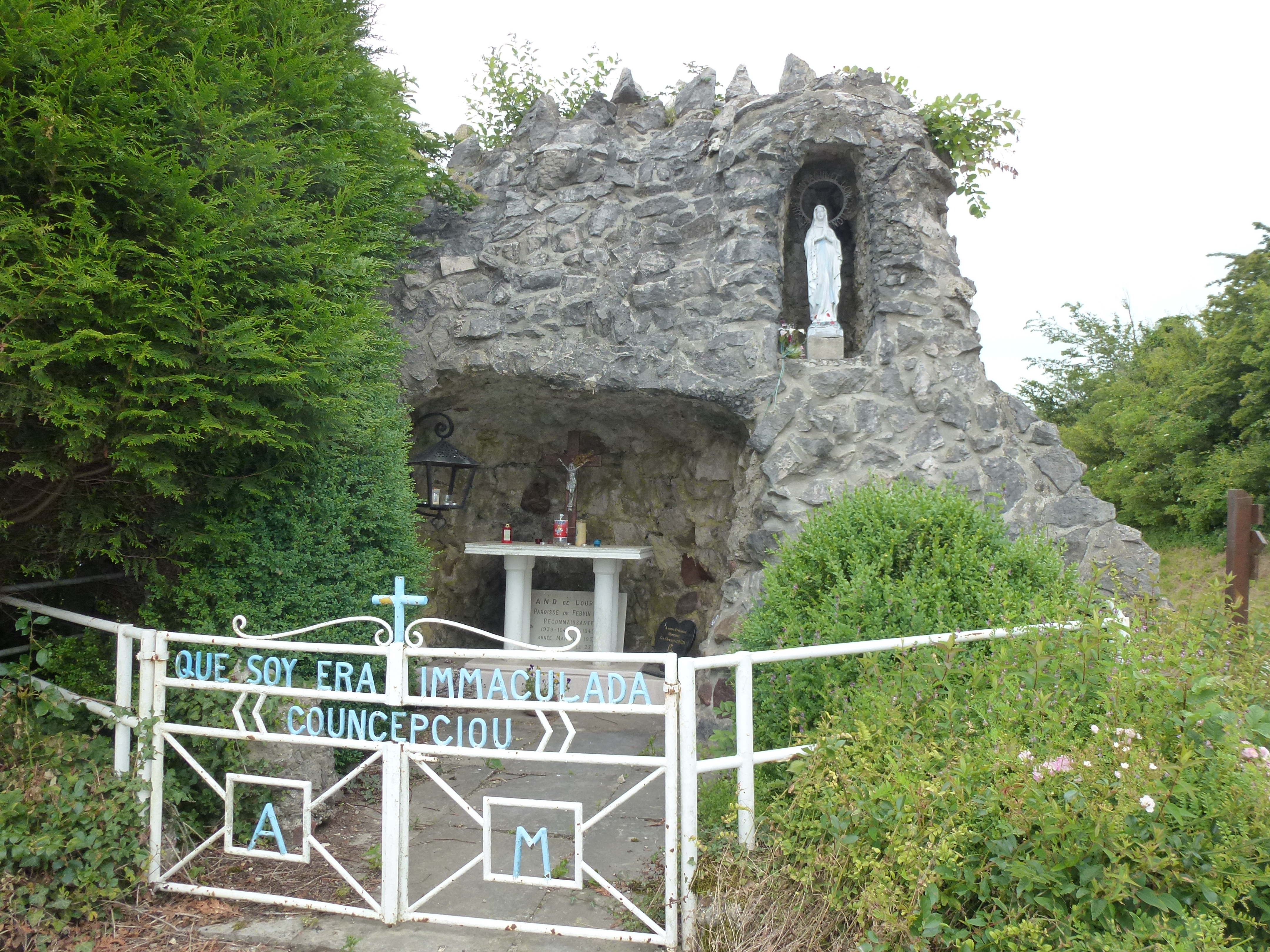
Replik einer Lourdesgrotte
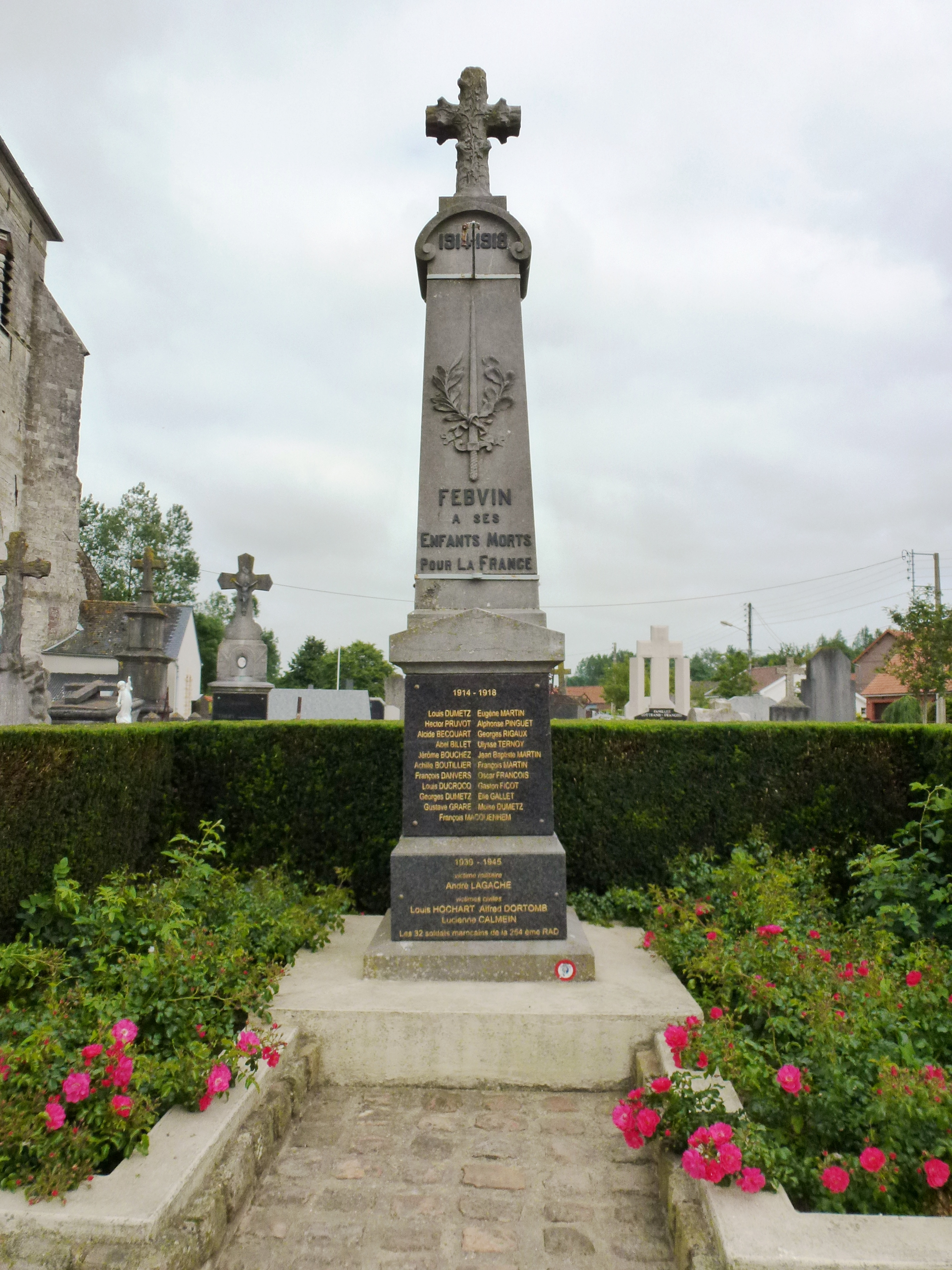
Gefallenendenkmal
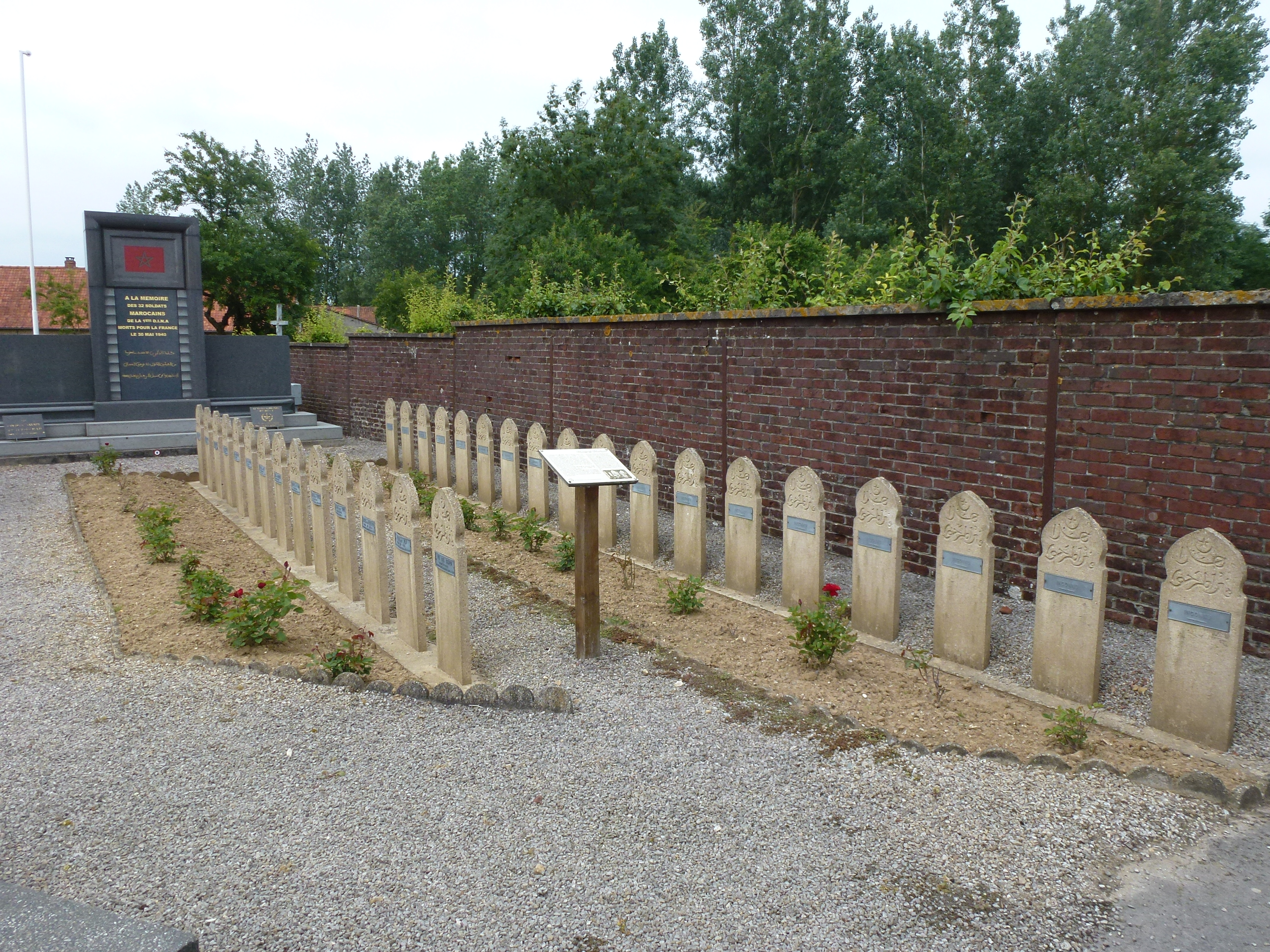
Marokkanisches Gefallenendenkmal mit Soldatengräbern